# Couva Central
Couva Central es una localidad de Trinidad y Tobago, que forma parte de la región de Couva-Tabaquite-Talparo.

## Geografía
La localidad abarca parte de la isla Trinidad y limita al norte con Felicity Hall y Mc Bean, al sur con Point Lisas, Brechin Castle, Basta Hall y Balmain, al este con Freeport y Balmain y al oeste con Felicity Hall, Orange Valley y St. Andrew's Village.

## Demografía
Datos demográficos de la localidad de Couva Central:
| Gráfica de evolución demográfica de Couva Central entre 2000 y 2011 |
|                                                                     |